# Шарова, Анна Кирилловна
Анна Кирилловна Шарова (1900—1999) — советский хозяйственный, государственный и политический деятель, доктор технических наук, профессор. Член ВКП(б).

## Биография
Родилась 13 декабря 1900 года в Самаре.
Окончила Уральский политехнический институт (1928), инженер-металлург. Доктор технических наук (1948), профессор (1949).
В 1928—1936 гг. — инженер-исследователь в отделении Государственного института цветных металлов («ГИНЦВЕТМЕТ»); с 1936 г. — в лаборатории редких элементов Института химии Уральского отделения Академии Наук СССР.
В 1949—1956 гг. — заведующий кафедрой «Редкие металлы» в Уральском политехническом институте.
Избиралась депутатом Верховного Совета РСФСР 3-го созыва.
Награждена орденами Трудового Красного Знамени, «Знак Почета», медалями.
Умерла в Екатеринбурге 14 июня 1999 года. Похоронена на Широкореченском кладбище.